# 伊北インターチェンジ

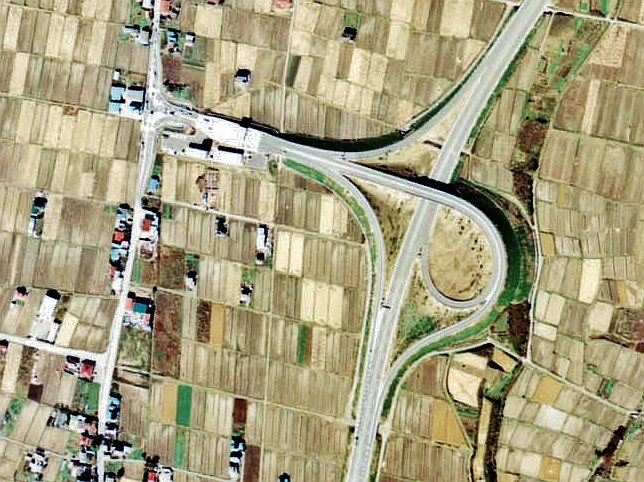
伊北インターチェンジ
（1976年〈昭和51年〉度撮影）。

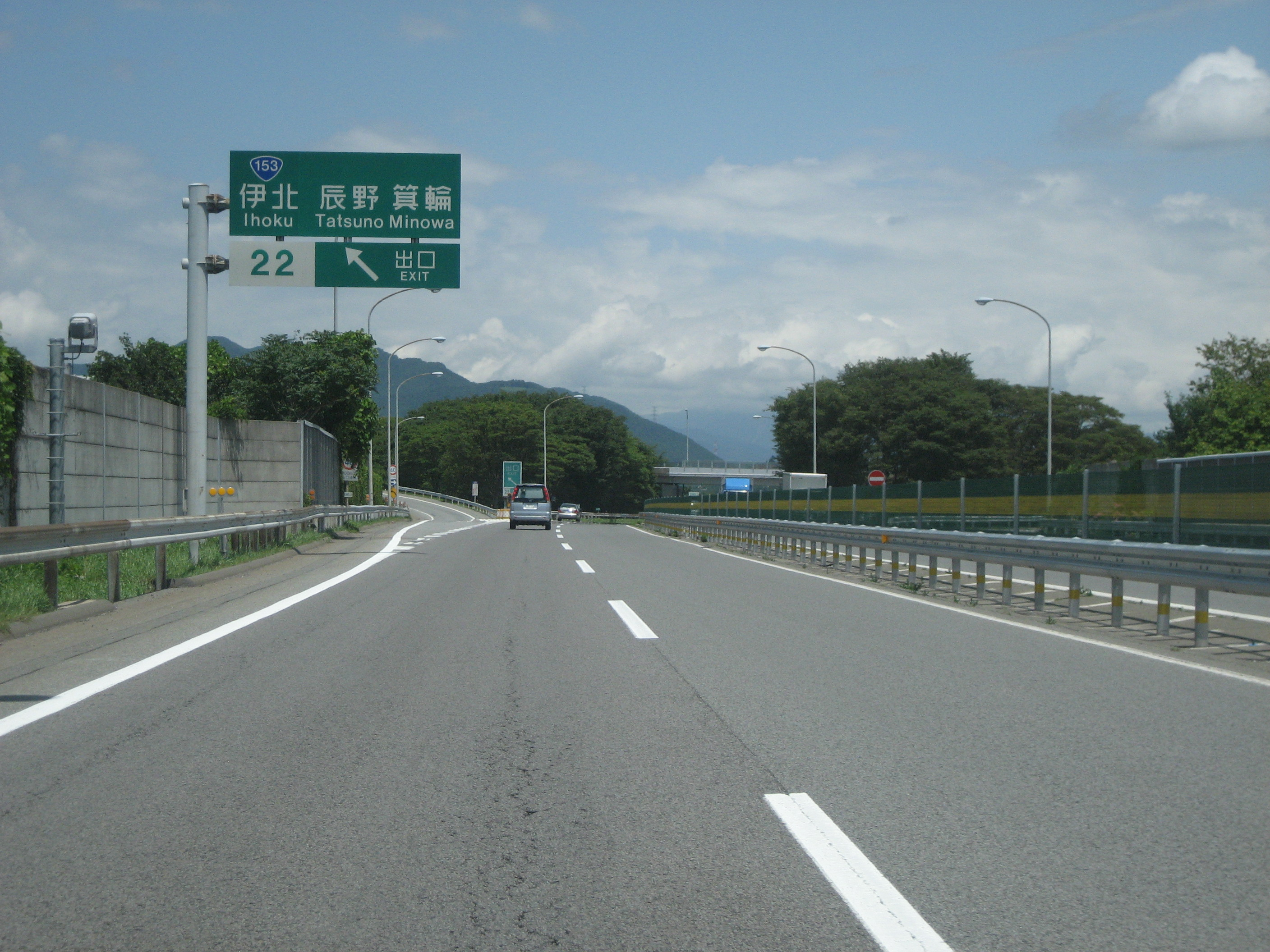
出口付近

伊北インターチェンジ（いほくインターチェンジ）は、長野県上伊那郡箕輪町大字中箕輪と辰野町大字伊那富にまたがる中央自動車道のインターチェンジである。
周辺に「伊北」という地名は存在しない。当インターは「伊那地方の北にある」という意味で命名された。
中央道の管轄は当ICを境に東京方面がNEXCO中日本東京支社、名古屋方面が名古屋支社となり、当ICは名古屋支社の管轄となる。

## 道路
- E19 中央自動車道 （22番）

## 接続する路線
- 国道153号 (直結)
- 伊那西部広域農道
- 長野県道88号伊那箕輪線

## 料金所
- ブース数：5

### 入口
- ブース数：2　
  - ETC専用：1　
  - ETC・一般：1

### 出口
- ブース数：3　
  - ETC専用：2　
  - 一般：1

## 周辺
- JR東海 飯田線羽場駅、沢駅
- アルプス中央信用金庫いほく支店
- ファミリーマートJA伊北インター店
- マツモトキヨシ伊北インター店
- モスバーガー伊北インター店
- ベルシャイン伊北店

## アクセス地域
箕輪町、辰野町
長野自動車道の開通前は、ここから辰野方面に国道153号善知鳥（うとう）峠を経由し、塩尻・松本方面に向かう車両が多かった。

## 伊北インター前バス停
伊北インター前バス停は、伊北インターチェンジ出口付近の国道153号上に設置されているバス停留所である。
箕輪（伊那バス箕輪営業所または箕輪町役場入口）発着となる路線（名古屋・大阪方面）が停車する（新宿方面への中央高速バスや松本・長野方面へのみすずハイウェイバスは停車しない）。

### 停車する路線
- 箕輪・伊那・駒ヶ根 - 名古屋線（中央道高速バス、伊那バス・信南交通・名鉄バス）
箕輪町役場入口 - 伊北インター前 - 箕輪BS
- 箕輪・伊那・駒ヶ根 - 大阪（梅田）・USJ線（アルペン伊那号、伊那バス・信南交通・阪急バス）
箕輪町役場入口 - 伊北インター前 - 箕輪BS